# Mariano Quirós
Mariano Quirós Iruega (Granada, 22 de abril de 1791-Madrid, 19 de octubre de 1859) fue un militar y político español.

## Biografía
Mariscal de Campo y Fiscal del Consejo de Guerra, fue interinamente tras el cese del duque de Castro-Terreño ministro de la Guerra durante 13 días de septiembre de 1835.